# Генрі Лабушер
Генрі ДюПре Лабушер (англ. Henry Du Pré Labouchère; 9 листопада 1831, Лондон — 15 січня 1912, Флоренція) — британський політичний діяч і публіцист. Широко відомий внесенням Поправки Лабушера, або розділу 11 англійського Акту 1885 року про поправки до кримінального законодавства, яка уможливила залучення чоловіків, викритих навіть у виключаючому аналізм гомосексуальної взаємодії, до кримінальної відповідальності (поправка була скасована після прийняття Акта про статеві злочини 1967).

## Біографія
Народився 9 листопада 1831 року в Лондоні. Племінник політика та свого тезки Генрі Лабушера (1798–1869).
З 1865 по 1868 і знову з 1880 року член палати громад, де займав чільне становище, як один з найбільш енергійних і блискучих представників радикальної групи ліберальної партії. Противник потрійного союзу і гарячий прихильник союзу Англії з Францією, Лабушер не раз ставив у скрутне становище консервативний кабінет лорда Солсбері, після того як останній з 1888 став виявляти тяжіння до потрійного союзу.
У галузі внутрішньої політики був переконаним і наполегливим провідником ідеї втручання держави у сферу регулювання робочого питання та демократичних реформ у політичному устрої Англії. Особливе враження справляли промови Лабушера щодо додаткового змісту принцам крові, а також серія його пропозицій на користь корінної реформи верхньої палати.
Лабушер енергійно підтримував Чарльза Бредлоу в його боротьбі з питання присяги і в 1889 році брав активну участь у викритті підробки з боку Піггота в процесі видавця «Times» проти Парнелля. Під час загальних виборів 1892 сприяв урочистості гладстоніанців і при освіті кабінету Гладстона мало не став його членом. Невдача його приписувалася небажанню королеви Вікторії бачити Лабушера у складі міністерства, хоча в епоху газетних викриттів з цього предмету Гладстон вважав за потрібне взяти на себе відповідальність за ненадання йому міністерського портфеля.
З 1877 року редагував і видавав газету Truth (Правда). З ранніх творів Лабушера особливе враження справили листи його з Парижа в епоху облоги пруссаками, що друкувалися в «Daily News».
У період війни з бурами в 1899–1902 роках був енергійним противником політики, що призвела до війни, висловлював співчуття бурам і бажав їм перемоги. Незважаючи на запеклу агітацію проти нього, переобраний у 1900 до палати громад. Оголосив, що на виборах 1906 своєї кандидатури не виставить.
Останні роки жив у Флоренції. Помер 15 січня 1912 року.

## Джерело
- Дерюжинский В. Ф. Лабушер, Генри (род. в 1831 г.) // Энциклопедический словарь Брокгауза и Ефрона : в 86 т. (82 т. и 4 доп. т.). — СПб., 1890—1907. (рос. дореф.)